# Kuckenburg

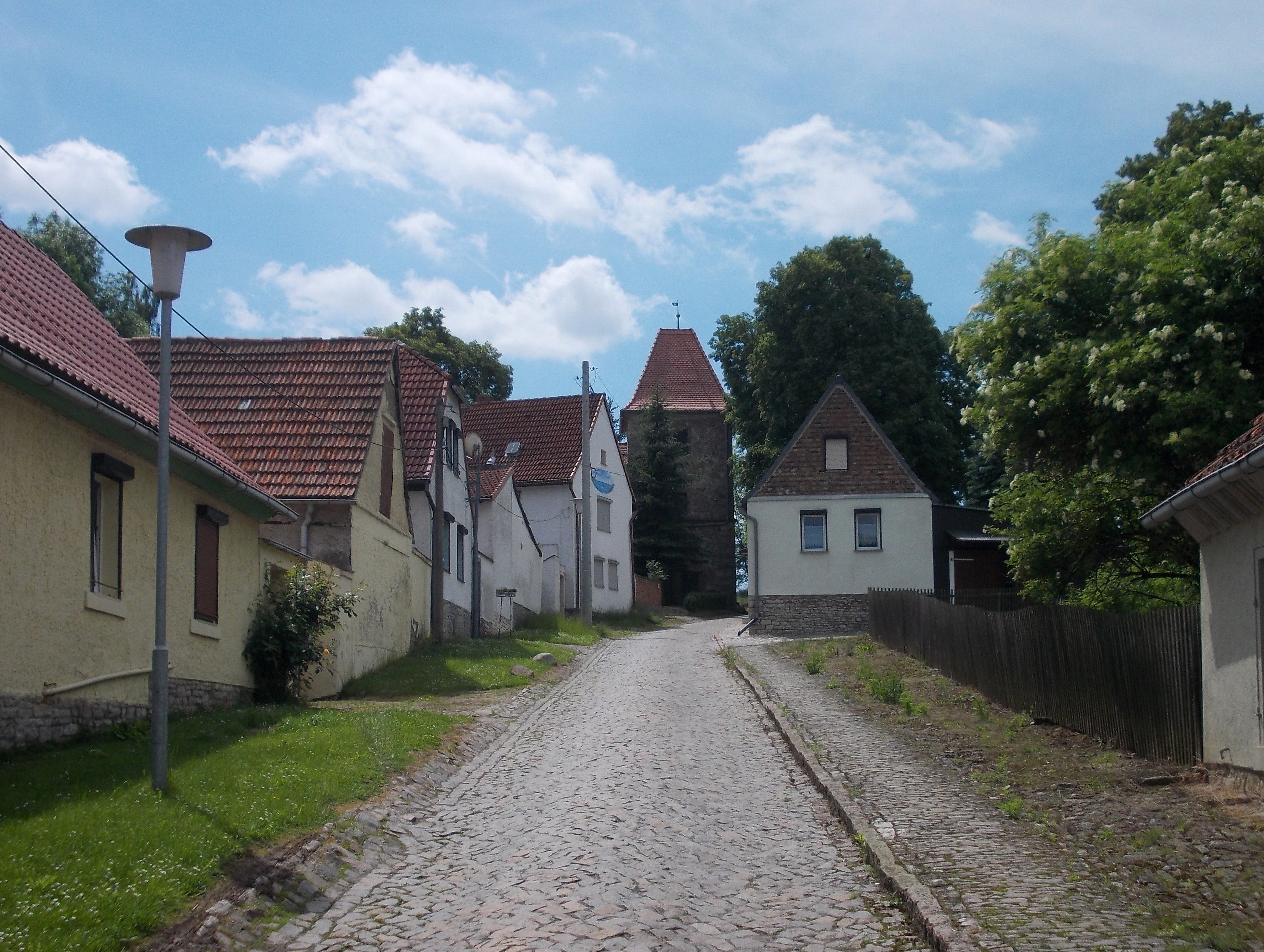
Dorfstraße zur Kirche

Kuckenburg ist ein Ortsteil der Gemeinde Obhausen in Sachsen-Anhalt.

## Vorgeschichte
Das Interesse an den Höhensiedlungen der Region Sachsen-Anhalt/Thüringen wurde durch die Entdeckung der Himmelsscheibe von Nebra ausgelöst, die die Aufmerksamkeit der Öffentlichkeit auf die vorgeschichtliche, frühbronzezeitliche Zivilisation mit hochstehender Kultur lenkte. Im Rahmen des Projekts „Der Aufbruch zu neuen Horizonten. Die Funde von Nebra, Sachsen-Anhalt, und ihre Bedeutung für die Bronzezeit Europas“ Modul A 3 der Forschergruppe 550 „Die Höhensiedlungen der Mikro- und Makroregion – ökonomische, politisch-soziale, administrative und kultische Zentralorte“, erfolgten 2004/2005 archäologische Untersuchungen durch den Bereich für Ur- und Frühgeschichte der Friedrich-Schiller-Universität Jena.
Das Projekt widmet sich der Erforschung der Bedeutung und Funktion der Siedlungen in der Frühbronzezeit Mitteldeutschlands. In die Untersuchungen wurden letztendlich zwölf Fundorte der Makroregion um Nebra (Umkreis von 40 km) einbezogen, die nach den Begehungen und der Sichtung der bereits vorhandenen Altfunde vielversprechend erschienen. Zunächst lag der Schwerpunkt der Untersuchungen auf den Höhensiedlungen. Wie sahen diese Höhensiedlungen also tatsächlich aus? Waren es evtl. Zentralorte, die, wie vermutet, die Funktion von befestigten Kontrollorten für den Handel an topographisch günstig gelegenen Punkten innehatten und repräsentative Zeichen einer abgehobenen Schicht darstellten?
Auf der Kuckenburg wurden in zwei Sondageschnitten von 2 m Breite und 227 m bzw. 135 m Länge insgesamt 27 Befunde erfasst. Es handelt sich dabei um sechs Gräben, einen Wallfuß und Pfosten- und Siedlungsgruben. Die Datierung erfolgte anhand der Keramik ins Neolithikum, die späte Bronzezeit und ins Hoch- und Spätmittelalter. Zudem wurde 2007 auf dem Sporn ein 10 m × 30 m großer Grabungsschnitt angelegt, um die Besiedlung im Innenbereich einordnen zu können. Dabei wurde festgestellt, dass die Gräben zum Teil in die späte Bronzezeit, zum Teil ins Mittelalter datieren. Dies zeigte sich auch bei den Siedlungsgruben im vorderen Bereich. Neben einem frühmittelalterlichen Grubenhaus, wurden hier vor allem spätbronzezeitliche Siedlungsgruben dokumentiert. Besondere Aufmerksamkeit verdienen fünf Gruben, in denen vollständige menschliche Skelette oder Teile davon gefunden wurden.
Einige hundert Meter von der Kuckenburg entfernt auf der anderen Talseite in Richtung Esperstedt wurden beim Bau der A 38 zwei im Luftbild erkannte Grabenwerke mit jeweils einem Sondageschnitt untersucht. Das östliche Grabenwerk besteht aus zwei im Abstand von ca. 5,5 m parallel zueinander verlaufenden Gräben. Eine Regelmäßigkeit konnte auf Grund des beschränkten Grabungsausschnittes ebenso wenig festgestellt werden, wie eine Ausrichtung oder Korrespondenz der unterschiedlich abgetieften Bereiche zwischen den einzelnen Gräben. Über die in den Gräben gefundene Keramik konnte das Grabenwerk in die Salzmünder Kultur datiert werden. Die westlich gelegene Anlage bestand ebenfalls aus zwei Gräben, die in einem Sondageschnitt freigelegt wurden. Der äußere Graben zeigte sich im Profil als flacher Sohlgraben mit doppelter Pfostensetzung, der innere Graben als max. 1,50 m tiefer Sohlgraben. Hier wurden auch ähnliche Siedlungsbestattungen entdeckt. Die naturwissenschaftliche Datierung dieser Anlage mit Hilfe der Radiokarbondatierung steht bisher noch aus.

## Geschichte
In einem zwischen 881 und 899 entstandenen Verzeichnis des Zehnten des Klosters Hersfeld wird Kuckenburg als zehntpflichtiger Ort Cucunbur[c] im Friesenfeld erstmals urkundlich erwähnt. Weitere Nennungen sind 999 mit der Schenkung der Kuckenburg durch Otto III. an den Grafen Esiko von Merseburg sowie nach dessen Tod 1004 durch Heinrich II. an das Merseburger Domstift belegt.
Die Burg von Kuckenburg kann man heute nur noch erahnen, sie befand sich auf dem Kranzberg. Eine Grabung der Universität Jena und des Landesamtes für Denkmalpflege und Archäologie wies 2017 Grubenhäuser und Befestigungsgräben aus dem 8. bis 12. Jahrhundert nach, ferner eine Burgkapelle.
Nach Kuckenburg wurde Gunzelin von Kuckenburg (* um 965; † nach 1017), Markgraf von Meißen von 1002 bis 1009, benannt, zur Unterscheidung von anderen Grafen gleichen Namens, da ihm die Kuckenburg als Allod gehörte. Möglicherweise hatte er sie vom Merseburger Domstift übernommen. Er wurde 1008 von seinen beiden Neffen, den Meißener Grafen Hermann und Ekkehard, bei König Heinrich II. wegen Versklavung slawischer Christen angezeigt und dann auf einem Fürstentag zu Merseburg von seinem Amt als Markgraf von Meißen entfernt. Danach war er acht Jahre in Ströbeck eingesperrt. Möglicherweise hat er nach seiner Freilassung noch zwei bis drei Jahre in Kuckenburg gelebt.
Heute leben etwa 75 Einwohner im Ort (1939: 150 EW), in dem sich eine Kirche befindet. Die evangelische Dorfkirche wurde um 1750 erbaut, kleiner Kanzelaltar, geschnitzte Taufe, Orgelgehäuse barock, Orgel von 1904.
Am 20. Juli 1950 wurde Kuckenburg nach Esperstedt eingemeindet (Bahnstation Esperstedt Süd).

### Herkunft des Ortsnamens
Der Name Kuckenburg leitete sich möglicherweise ab von:
1. der alten Schreibweise Cucun-Burg, was so viel heißt wie sehende Burg, Veste oder Grenzturm. Um 1000 waren Burgen im Hassegau nur kleine Anlagen (ein Steinturm mit einem Eingang in etwa 6 Meter Höhe und mit einem Holzpalisadenzaun umgeben), die nur mit sechs bis zehn Personen besetzt waren.
2. vom Kuckucksruf (lat. cuculus, cuculare [lautmalerisch]): ahd. gugguch/gugguck/guckgauch gugzet/guckt (ruft); mhd. kukuk.
3. gucken (frühnhd., md./obd., aus der Kindersprache hergeleitet: durch „Kuckuck“-rufen Aufmerksamkeit wecken) = die Augen genau auf etwas richten, mit angespannter Aufmerksamkeit beobachten, Ausschau halten (Ausguck)
4. im Sinne von „hervorragen, sichtbar werden, in die Augen springen“, also mit passivem Charakter, gern dann angewandt, wenn Gegenstände dem Beobachter auffallen oder aus einem anders gearteten Umkreis unerwartet bzw. auffällig hervorragen (neudt. Hingucker).
Die Grenze zu 3. ist nicht immer scharf zu ziehen.